# NGC 3722
NGC 3722 este o galaxie lenticulară situată în constelația Cupa. A fost descoperită în 1886 de către Francis Leavenworth. Se află la o distanță de 89,58 de megaparseci de Pământ.